# Urtejaure
Urtejaure är en sjö i Gällivare kommun i Lappland och ingår i Kalixälvens huvudavrinningsområde. Sjön har en area på 0,96 kvadratkilometer och ligger 907 meter över havet. Sjön avvattnas av vattendraget Paltajåkka.

## Delavrinningsområde
Urtejaure ingår i det delavrinningsområde (752229-162545) som SMHI kallar för Utloppet av Urtejaure. Medelhöjden är 1 069 meter över havet och ytan är 21,59 kvadratkilometer. Det finns inga avrinningsområden uppströms utan avrinningsområdet är högsta punkten. Paltajåkka som avvattnar avrinningsområdet har biflödesordning 2, vilket innebär att vattnet flödar genom totalt 2 vattendrag innan det når havet efter 421 kilometer. Avrinningsområdet består mestadels av kalfjäll (95 procent). Avrinningsområdet har 1 kvadratkilometer vattenytor vilket ger det en sjöprocent på 4,6 procent.